# Дом призраков (фильм, 1991)
«Дом призраков» (англ. «The Haunted») — американский телевизионный фильм ужасов 1991 года, снятый режиссёром Робертом Мэнделом.

## Сюжет
Сюжет основан на реальных событиях и рассказывает о семье Смерлов, столкнувшейся с паранормальными явлениями в своём доме. Семья Смерлов переезжает в старинный особняк в Питтстоне, штат Пенсильвания. Вскоре после переезда они начинают замечать странные явления: человеческие тени, зловещие звуки, неприятные запахи и необъяснимые пятна на стенах. Ситуация ухудшается, и семья обращается за помощью к известным исследователям паранормальных явлений — Эду и Лоррейн Уорренам.

### Актёрский состав
- Сэлли Кёркленд — Джанет Смерл, мать семейства, на которой сосредоточены основные атаки духа.
- Джеффри ДеМанн — Джек Смерл, её муж, пытающийся защитить семью.
- Стивен Маркл — Эд Уоррен, исследователь паранормальных явлений.
- Дайан Бейкер — Лоррейн Уоррен, медиум.

### Реальная история
Семья Смерлов утверждала, что с 1974 по 1989 год в их доме происходили ужасающие явления. Они не раз обращались за помощью к церкви и исследователям паранормального. Позже эти события были описаны в книге, ставшей основой для фильма. Мнения о подлинности этих событий разделились: некоторые считали это правдой, другие — мистификацией.

### Реакция и критика
Фильм получил смешанные отзывы критиков и зрителей. Некоторые отмечали атмосферность и напряжённость сюжета, в то время как другие критиковали предсказуемость и недостаток оригинальности.
- Положительные отзывы — за создание жуткой атмосферы и убедительную актёрскую игру.
- Критика — за использование классических клише фильмов ужасов и медленный темп повествования.

Тем не менее, «Дом призраков» стал культовым среди поклонников фильмов о паранормальных явлениях, особенно из-за связи с Эдом и Лоррейн Уорренами, которые также участвовали в реальных расследованиях, положенных в основу таких фильмов, как «Заклятие».